# Krásný Dvoreček
Krásný Dvoreček (německy Klein Schönhof) je malá vesnice, část obce Rokle v okrese Chomutov. Nachází se na úpatí Doupovských hor asi 1 km západně od Rokle. Krásný Dvoreček leží v katastrálním území Rokle o výměře 13,57 km².

## Název
Původní název osady zněl Krásný Dvůr, ale pro odlišení od nedalekého Krásného Dvora se začala používat jeho zdrobnělina. V historických pramenech se jméno vyskytuje ve tvarech: Schonhof (1368), na vsi celé Malym Krasnym Dworzeczku (1589), Schönhof (1787) nebo Klein-Schönhof (1854).

## Historie

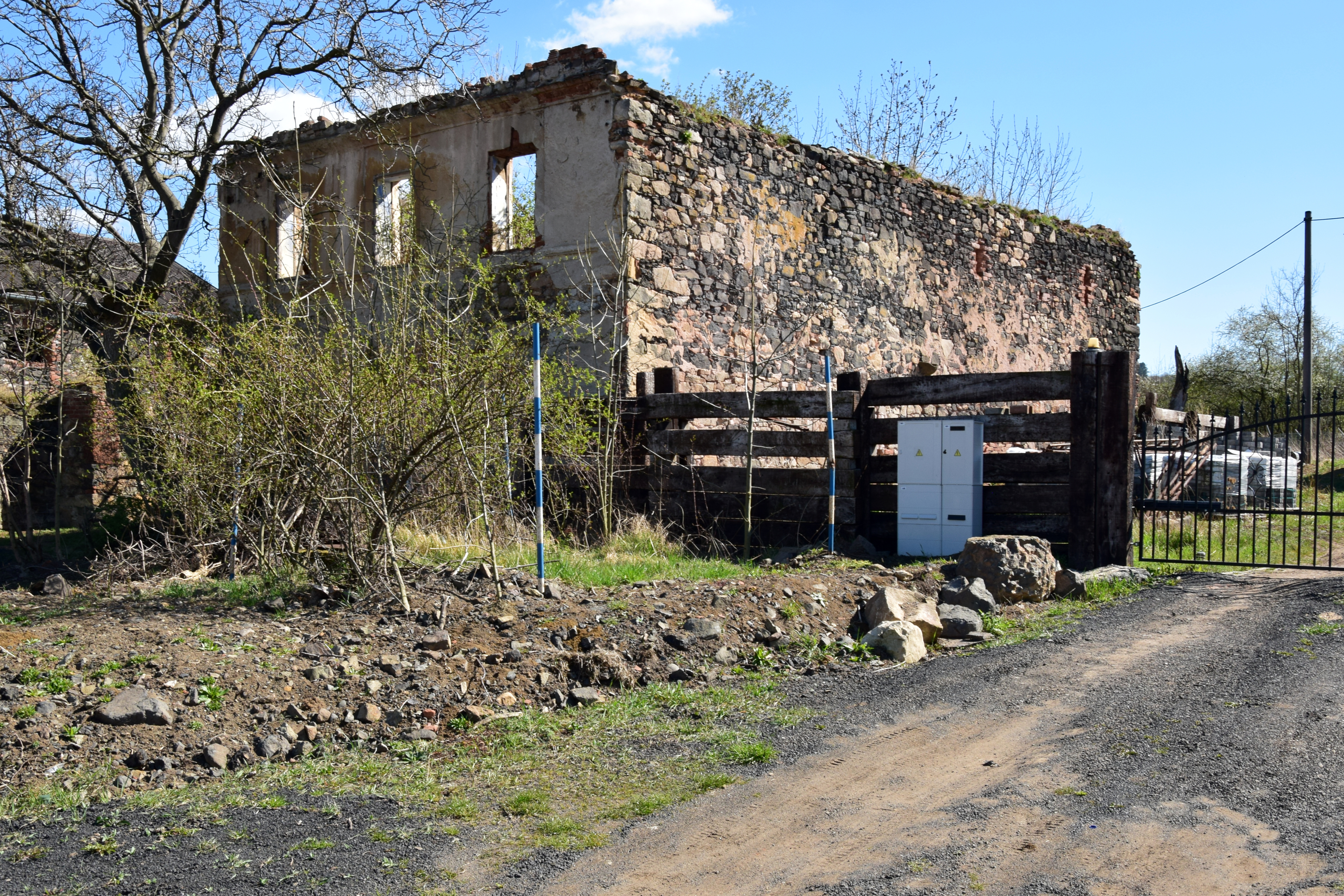
Zřícenina domu čp. 1 v jihovýchodním nároží návsi

První písemná zmínka o vesnici je z roku 1368, kdy kadaňský měšťan Martin Schonhoff prodal zdejší dvůr. Další zprávy jsou až z 15. a 16. století, kdy ves patřila kadaňským měšťanům. V poslední čtvrtině 16. století získali Krásný Dvoreček nebo jeho část páni z Lobkovic, ale už roku 1590 ho Jiří Popel z Lobkovic prodal městu Kadani, které ho připojilo ke svému milžanskému panství. V kupní smlouvě je zmíněna krčma a patronátní právo ke zdejšímu kostelu svatého Volfganga, který se pro zanedbanou údržbu zřítil na počátku 80. let 18. století. Místní od té doby museli chodit do kostela v Želině. Kapli Panny Marie postavili na návsi až v polovině 19. století. Po zrušení poddanství se Krásný Dvoreček hned roku 1850 stal místní částí Rokle.

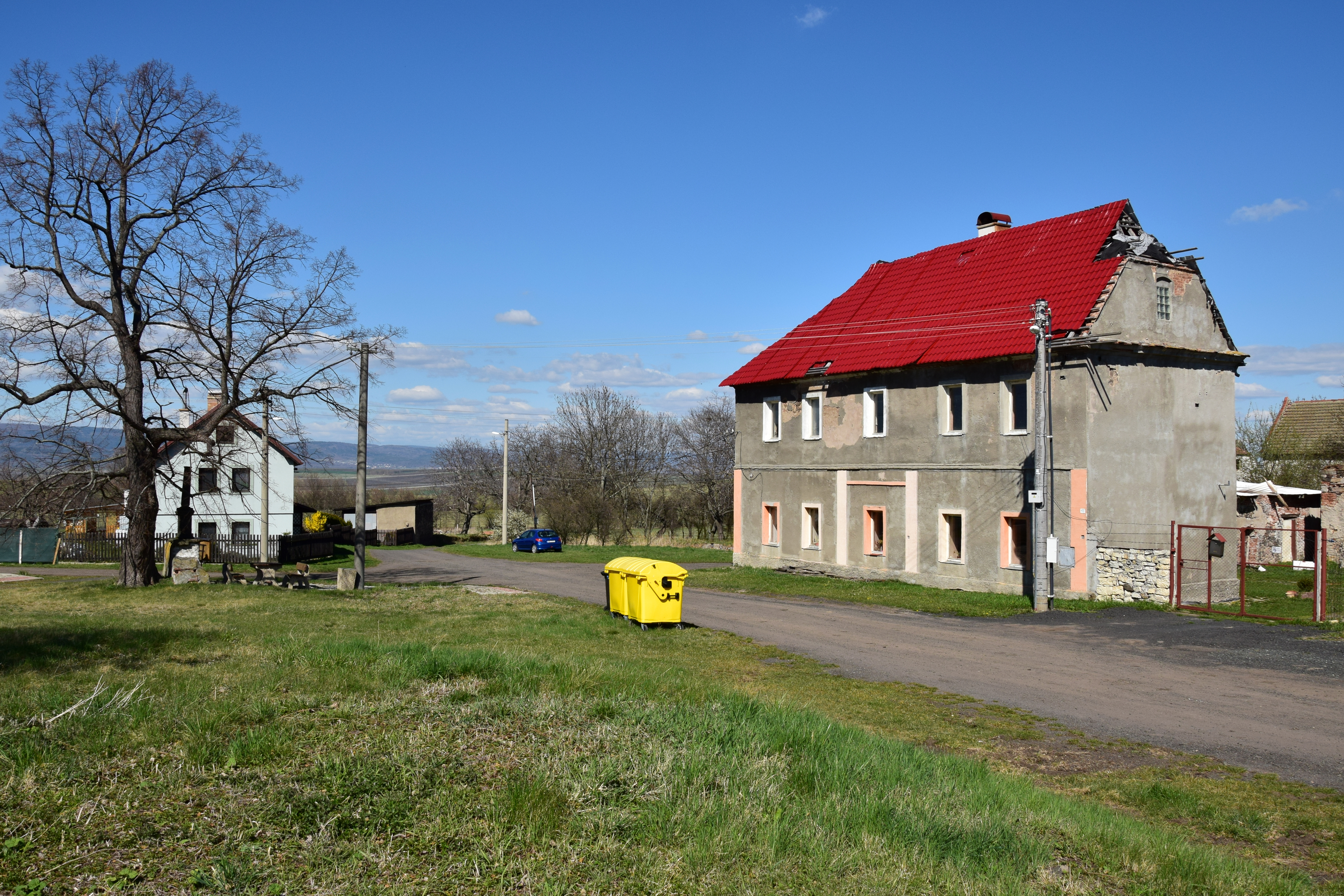
Dům čp. 12 v severovýchodním nároží návsi

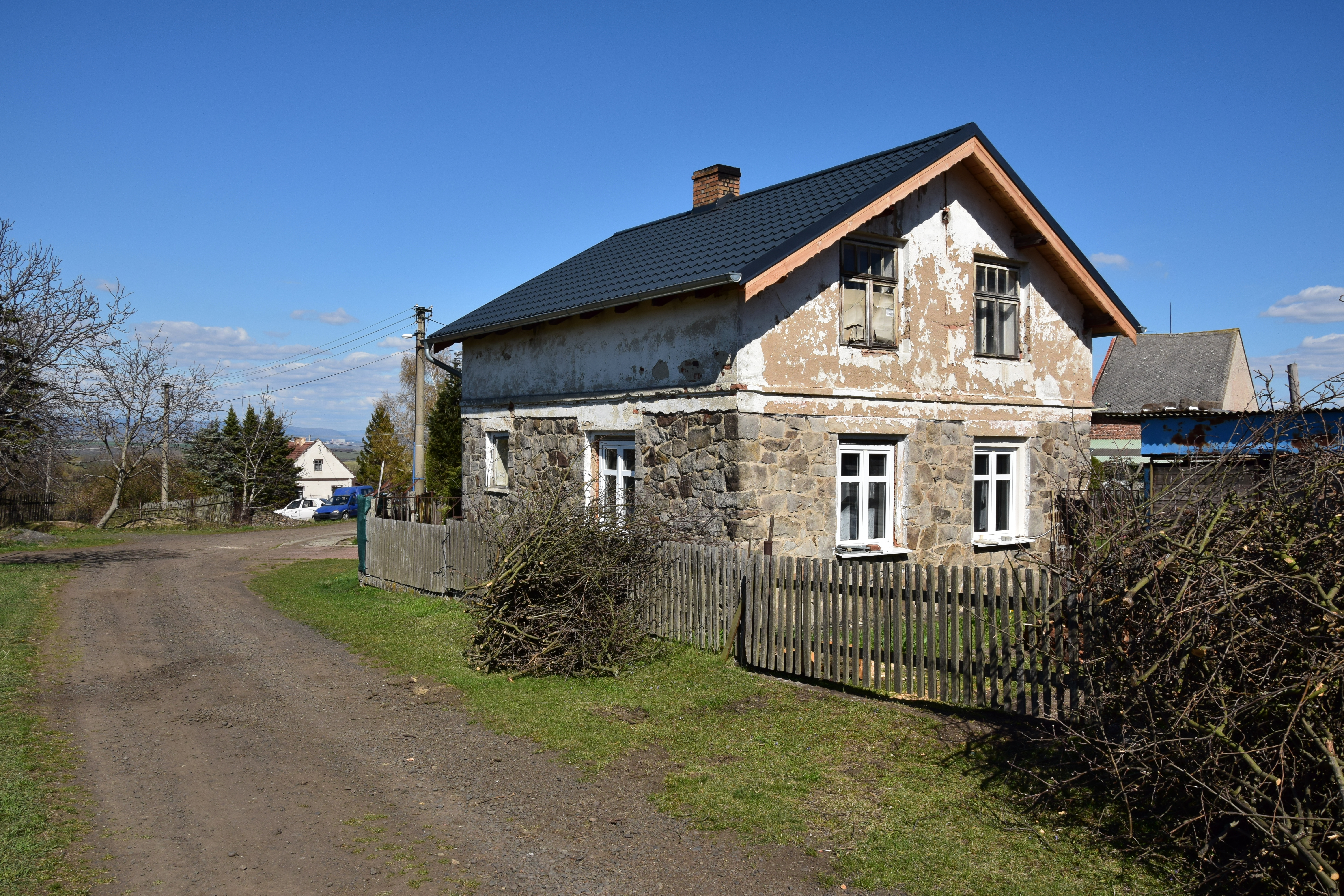
Dům čp. 25 na východním okraji vesnice

Od roku 1911 byl do vesnice zaveden elektrický proud. Ve dvacátých letech 20. století se někde v prostoru mezi Krásným Dvorečkem a Roklí pokusil Hermann Tschochner otevřít vápencový lom a vápenku, ale podnik byl ztrátový a brzy skončil. Vodovod si místní postavili v roce 1928. Před druhou světovou válkou zde byl obchod, trafika a dva hostince, ale po odsunu německých obyvatel se i přes částečné dosídlení Čechy, nepodařilo služby obnovit.

## Přírodní podmínky
Krásný Dvoreček leží na úpatí Doupovských hor v katastrálním území Rokle. V podloží jsou převážně třetihorní vulkanické horniny Českého masivu: čediče, tefrity a jejich vulkanoklastika. Východně od vesnice je ložisko bentonitu a kaolinu.
Jižně od vesnice se zvedají výrazné vrchy Hůrka (619 m) a Kolina (507 m), jejichž vrcholy jsou však již mimo katastrální území Rokle. V geomorfologickém členění patří Krásný Dvoreček do Krušnohorské soustavy, přesněji do Podkrušnohorské oblasti, celku Doupovské hory, podcelku Doupovské hory a okrsku Rohozecká vrchovina. Z půdních typů se v okolí vyskytují pouze kambizemě. Severně od vesnice protéká Úhošťanský potok.

## Obyvatelstvo
V roce 1921 měl Krásný Dvoreček 120 obyvatel, z nichž bylo 52 mužů. 119 obyvatel se hlásilo k německé národnosti a československé pouze jeden. Kromě jednoho evangelíka byli všichni příslušníky římskokatolické církve. Při sčítání lidu v roce 1930 zde žilo 114 obyvatel (všichni německé národnosti). Kromě jednoho evangelíka byli všichni příslušníky římskokatolické církve.
|                                                                     | 1869 | 1880 | 1890 | 1900 | 1910 | 1921 | 1930 | 1950 | 1961 | 1970 | 1980 | 1991 | 2001 | 2011 | 2021 |
| ------------------------------------------------------------------- | ---- | ---- | ---- | ---- | ---- | ---- | ---- | ---- | ---- | ---- | ---- | ---- | ---- | ---- | ---- |
| Obyvatelé                                                           | 109  | 107  | 103  | 105  | 106  | 120  | 114  | 51   | 57   | 39   | 22   | 6    | 8    | 11   | 10   |
| Domy                                                                | 14   | 15   | 16   | 15   | 16   | 19   | 20   | 17   | —    | 10   | 7    | 11   | 11   | 11   | 11   |
| Počet domů z roku 1961 je zahrnut v celkovém počtu domů obce Rokle. |      |      |      |      |      |      |      |      |      |      |      |      |      |      |      |

## Hospodářství a doprava

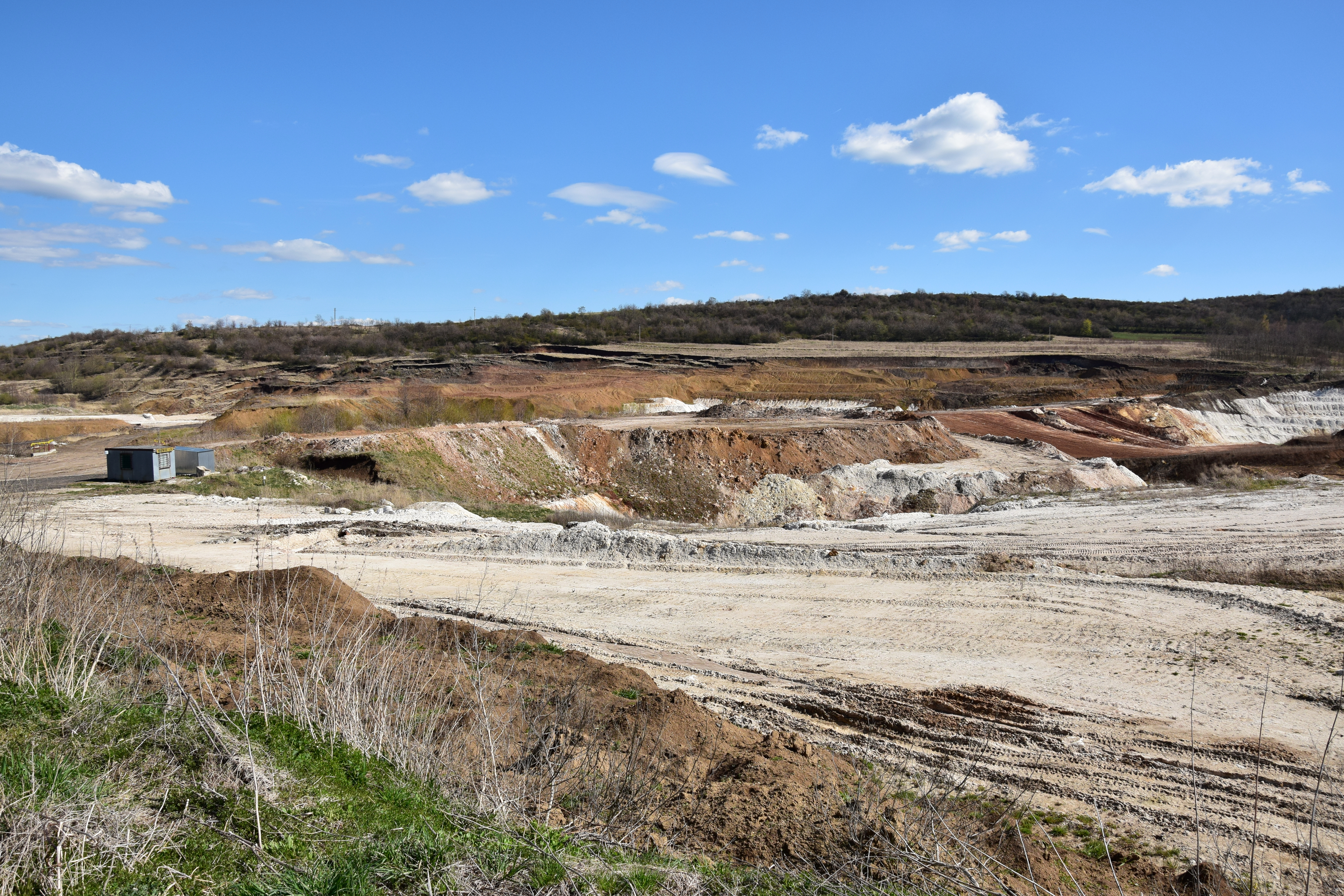
Kaolinový lom

Kaolinové ložisko východně od vesnice těží společnost Keramost. Do vesnice vede směrem od Želiny silnice III. třídy č. 22427, která tu končí, ale severovýchodně od vesnice z ní odbočuje účelová komunikace do Rokle a k lomu. Vede po ní cyklotrasa č. 6. Podél Úhošťanského potoka vede místní komunikace do Úhošťan. Veřejná doprava do vesnice nezajíždí a nejbližší autobusová zastávka je v Rokli 1,3 km daleko.

## Pamětihodnosti
Veškeré památky z vesnice byly zničeny nebo odvezeny k restaurování a už se nevrátily. Na návsi stála kaple Panny Marie zbořená v 70. letech 20. století. Nedaleko ní stál mariánský sloup z konce 17. století doplněný po stranách sochami svatého Jáchyma a  svaté Anny. Na místě se z něj dochoval jen sokl se sloupem. Soška Panny Marie byla v roce 1979 zapůjčena do litoměřické galerie. Sochy sv. Anny a sv. Jáchyma byly přemístěny do Chomutova před budovu dnešní knihovny, která sídlí v areálu bývalé jezuitské koleje.